# Bus International Service
BIS (acronimo di Bus International Service) è un'azienda di trasporti che gestisce una rete di servizi di trasporto pubblico urbano e scolastico in diversi comuni della provincia di Roma.
In particolare, dall'8 agosto 2024 il Comune di Roma ha affidato all'azienda alcune delle linee autobus gestite in precedenza da Roma TPL. Le linee gestite da BIS, a Roma sono le seguenti:
- 08, 011, 013, 017, 018, 022, 025, 028, 033, 035, 037, 038, 039, 066, 078, 086, 088/088F, 146, 226, 710, 711, 771, 777, 778, 787, 889, 892, 907, 908, 912, 982, 985, 992, 993, 998, 999 e C1.

Oltre al servizio nel Comune di Roma, BIS serve anche i comuni di Guidonia Montecelio, Montelibretti, Palombara Sabina e Santa Marinella, tutti in provincia della capitale.